# Pteleopsis
Pteleopsis is een geslacht uit de familie Combretaceae. De soorten uit het geslacht komen voor in tropisch Afrika.

## Soorten
- Pteleopsis albidiflora De Wild.
- Pteleopsis anisoptera (Welw. ex M. A. Lawson) Engl. & Diels
- Pteleopsis apetala Vollesen
- Pteleopsis barbosae Exell
- Pteleopsis bequaertii De Wild.
- Pteleopsis diptera (Welw.) Engl. & Diels
- Pteleopsis habeensis Aubrév. ex Keay
- Pteleopsis hylodendron Mildbr.
- Pteleopsis kerstingii Gilg ex Engl.
- Pteleopsis ledermannii Engl. & Gilg
- Pteleopsis myrtifolia (M. A. Lawson) Engl. & Diels
- Pteleopsis obovata Hutch.
- Pteleopsis pteleopsoides (Exell) Vollesen
- Pteleopsis ritschardii De Wild.
- Pteleopsis stenocarpa Engl. & Diels
- Pteleopsis suberosa Engl. & Diels
- Pteleopsis tetraptera Wickens
- Pteleopsis variifolia Engl.

... · 
Anogeissus · 
Combretum · 
Pteleopsis · 
Terminalia · 
...